# 聖佐治大廈

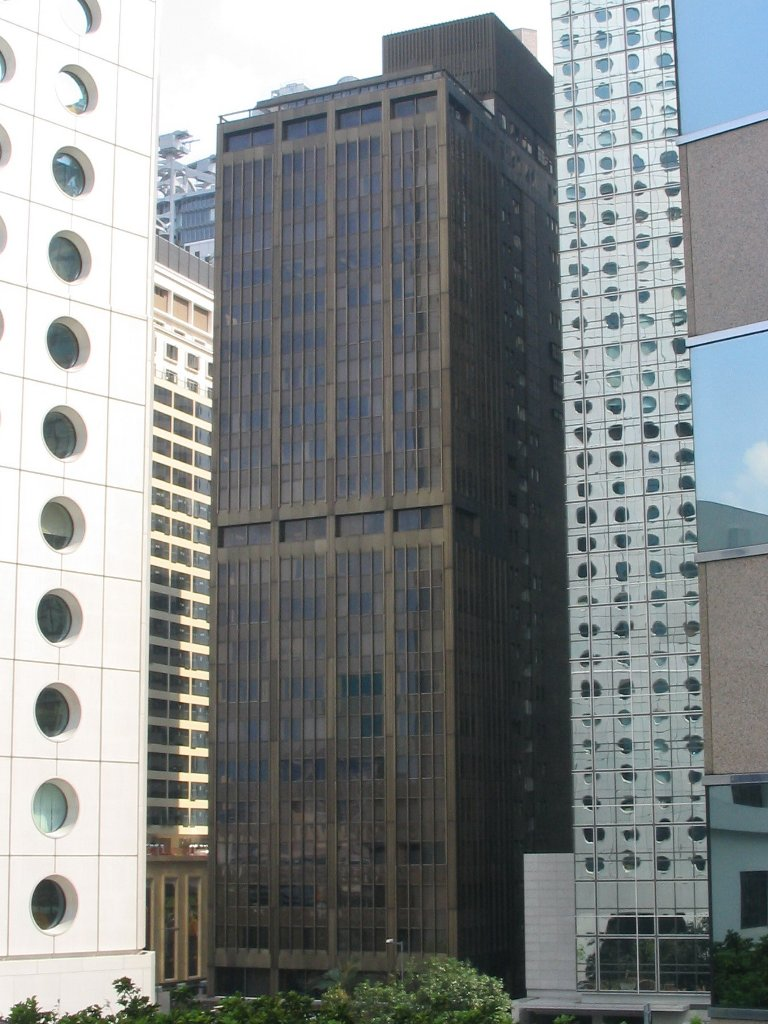
從交易廣場眺望聖佐治大廈

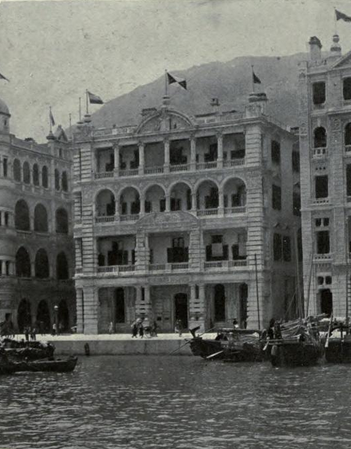
第一代相同位置的聖佐治大廈

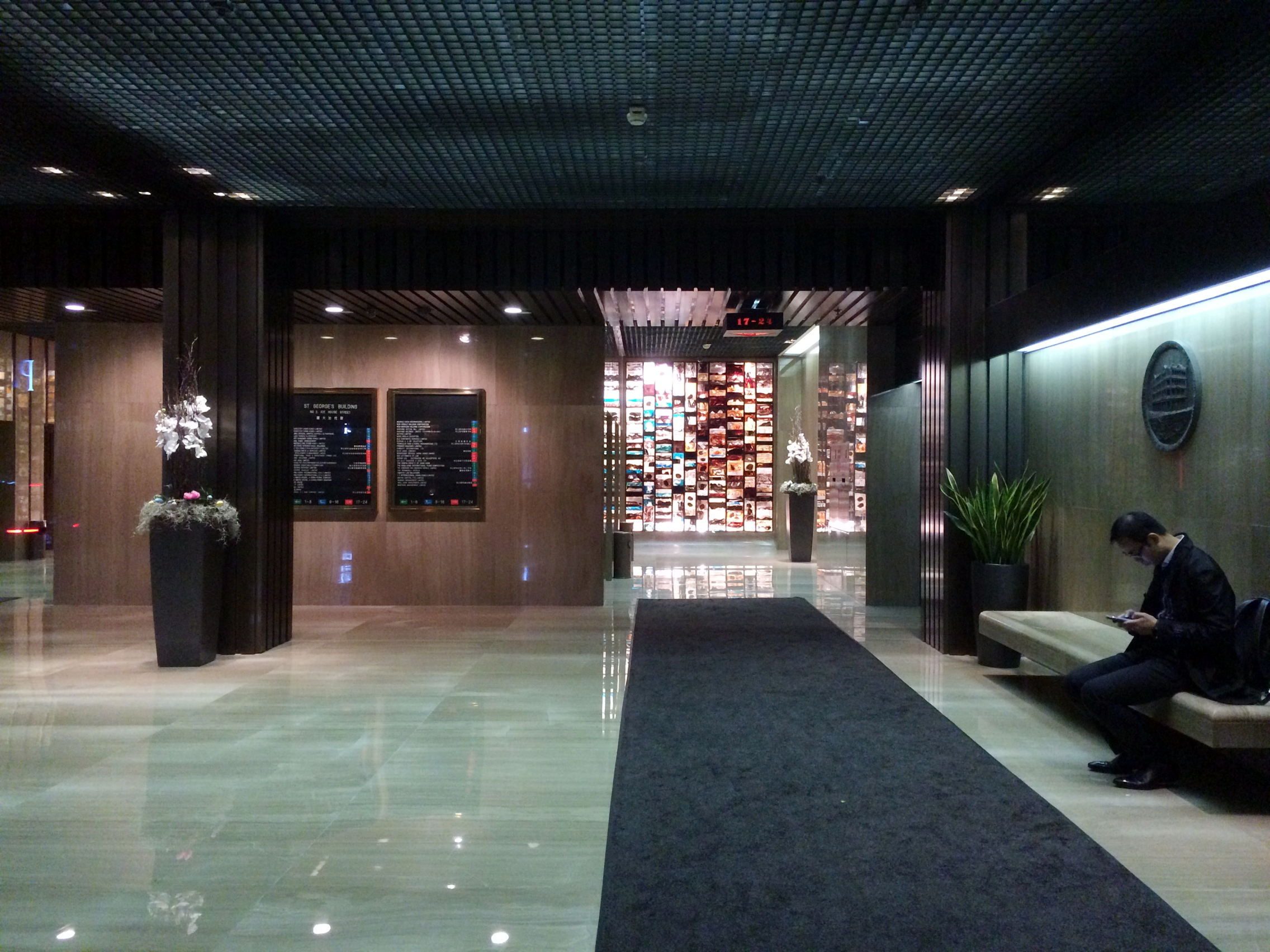
聖佐治大廈大堂仍保留1960年代的裝修

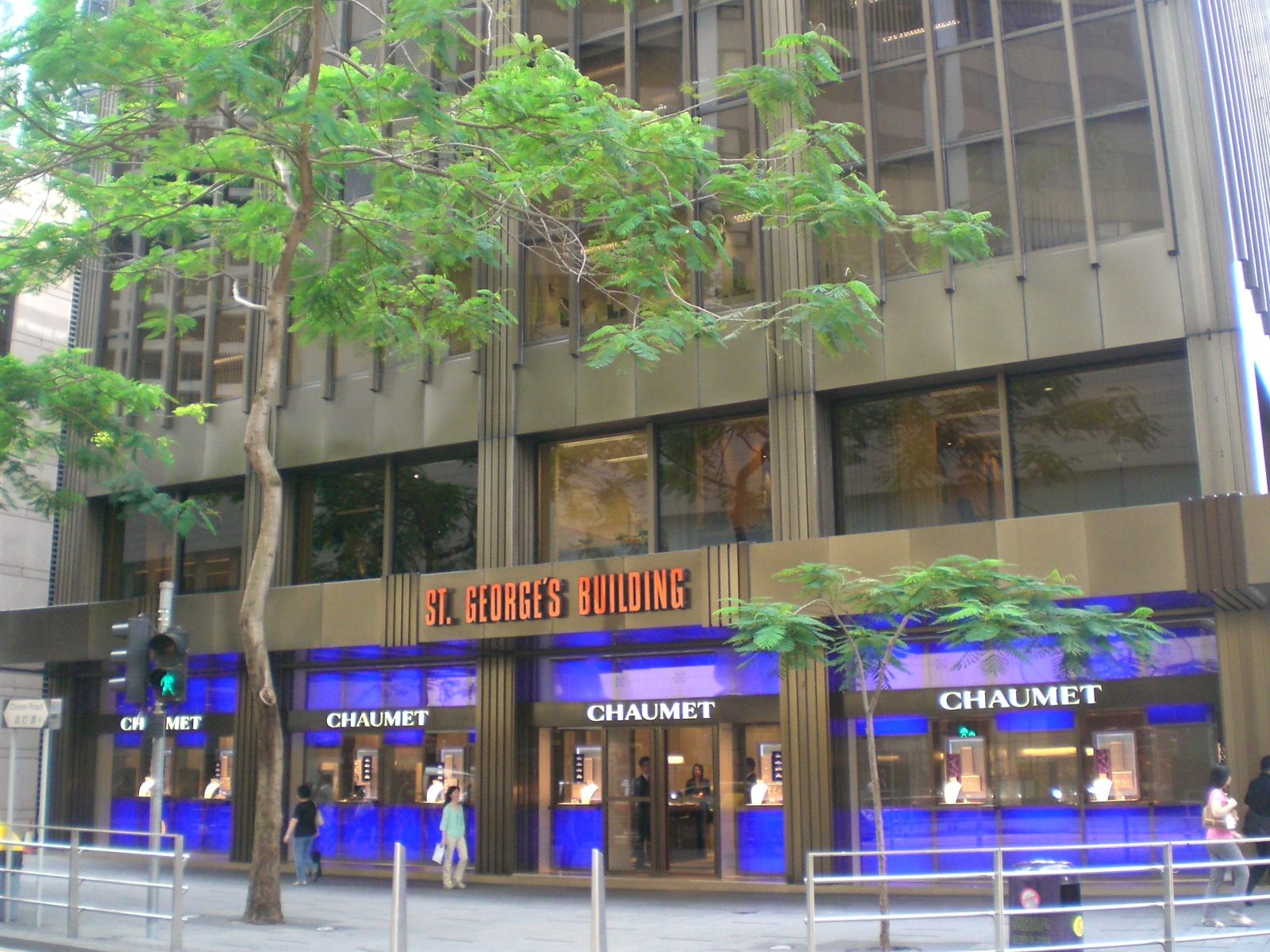
聖佐治大廈之南邊街景

聖佐治大廈（英語：St. George's Building）是香港甲級商業大廈，位於中環雪廠街2號，樓高25層，擁中環市景及維多利亞港海景。它的前身為建於1904年的聖佐治行，由香港置地興建及持有。
聖佐治大廈內有數家嘉道理家族轄下的公司，包括中電控股（19樓）、嘉道理父子公司（22樓）、香港上海大酒店有限公司的寫字樓、也有嘉道理置業、半島酒店、中華航空公司（已遷至鰂魚涌）、基金公司等的辦事處、投資者賠償有限公司（已遷出），及其他律師事務所。

## 鄰近主要建築
- 香港文華東方酒店
- 渣打銀行大廈 (香港)
- 香港匯豐銀行總行大廈
- 太子大廈
- 皇后像廣場
- 怡和大廈
- 歷山大廈
- 遮打大廈
- 環球大廈

## 鄰近街道
- 遮打道
- 雪廠街
- 干諾道中
- 德輔道中

## 交通
港鐵
- █  港島綫、 █  荃灣綫：中環站F出口

電車

## 外部連結
- 同名建築物1：在九龍窩打老道81號，有一座物業簡稱聖佐治大廈（St. George Apartments），全名是「加多利山聖佐治大廈」  （页面存档备份，存于）
- 同名建築物2：在九龍何文田嘉道理道也有一項住宅物業名為「聖佐治大廈」（St. George's Court） （页面存档备份，存于）住宅：聖佐治大廈[]

22°16′55″N 114°09′32″E / 22.2820531°N 114.1589713°E